# حمو راجو
حمو راجو قرية سوريّة تتبع إداريّاً لمحافظة حلب منطقة عفرين ناحية معبطلي، بلغ تعداد سكانها 160 نسمة حسب التعداد السكاني لعام 2004.